# Хм!
„Хм!“ је југословенски телевизијски филм из 1964. године. Режирао га је Славољуб Стефановић Раваси, а сценарио је писао Слободан Стојановић.

## Улоге
| Глумац          | Улога |
| --------------- | ----- |
| Петар Банићевић |       |
| Вука Дунђеровић |       |
| Миленко Кировић |       |
| Љиљана Крстић   |       |
| Марко Тодоровић |       |